# ندای وظیفه: جهان در جنگ: جبهه پایانی
ندای وظیفه: جهان در جنگ - جبهه پایانی (به انگلیسی: Call of Duty: World at War – Final Fronts) عنوان یک بازی ویدئویی از سری بازی‌های محبوب ندای وظیفه است که توسط اکتیویژن در سال ۲۰۰۸ برای کنسول پلی‌استیشن ۲ ساخته شد. این نسخه با بازی ندای وظیفه: جهان در جنگ متفاوت است و در مجموع دارای 13 ماموریت است که در جنگ جهانی دوم تنظیم شده است.